# Elecciones generales de Sudáfrica de 1994
Las elecciones generales de Sudáfrica de 1994 se realizaron del 26 al 29 de abril de 1994. Fueron los primeros comicios celebrados en Sudáfrica aplicando el derecho al sufragio universal y consolidaron el fin del régimen del apartheid. La elección se desarrolló bajo la dirección de la Comisión Electoral Independiente.
Durante los cuatro días de votación se formaron largas colas por las que desfilaron millones de ciudadanos. El proceso estuvo marcado por los asesinatos de veintiún personas en atentados terroristas perpetrados por grupos vinculados a la extrema derecha sudafricana opuesta al proceso de democratización. En total, fueron computados 19 726 579 votos, de los cuales 193 081 fueron invalidados. El ganador fue el Congreso Nacional Africano (ANC) —apoyado por el Partido Comunista de Sudáfrica (SACP) y el Congreso de Sindicatos Sudafricanos (COSATU)—, con más del 62 % de los sufragios. Tal y como estaba previamente pactado, se formó un gobierno tripartito compuesto por el ANC, el Partido Nacional (PN) y el Partido de la Libertad Inkatha (PLI), las tres fuerzas políticas que habían obtenido al menos el 5 % de los votos.

## Antecedentes

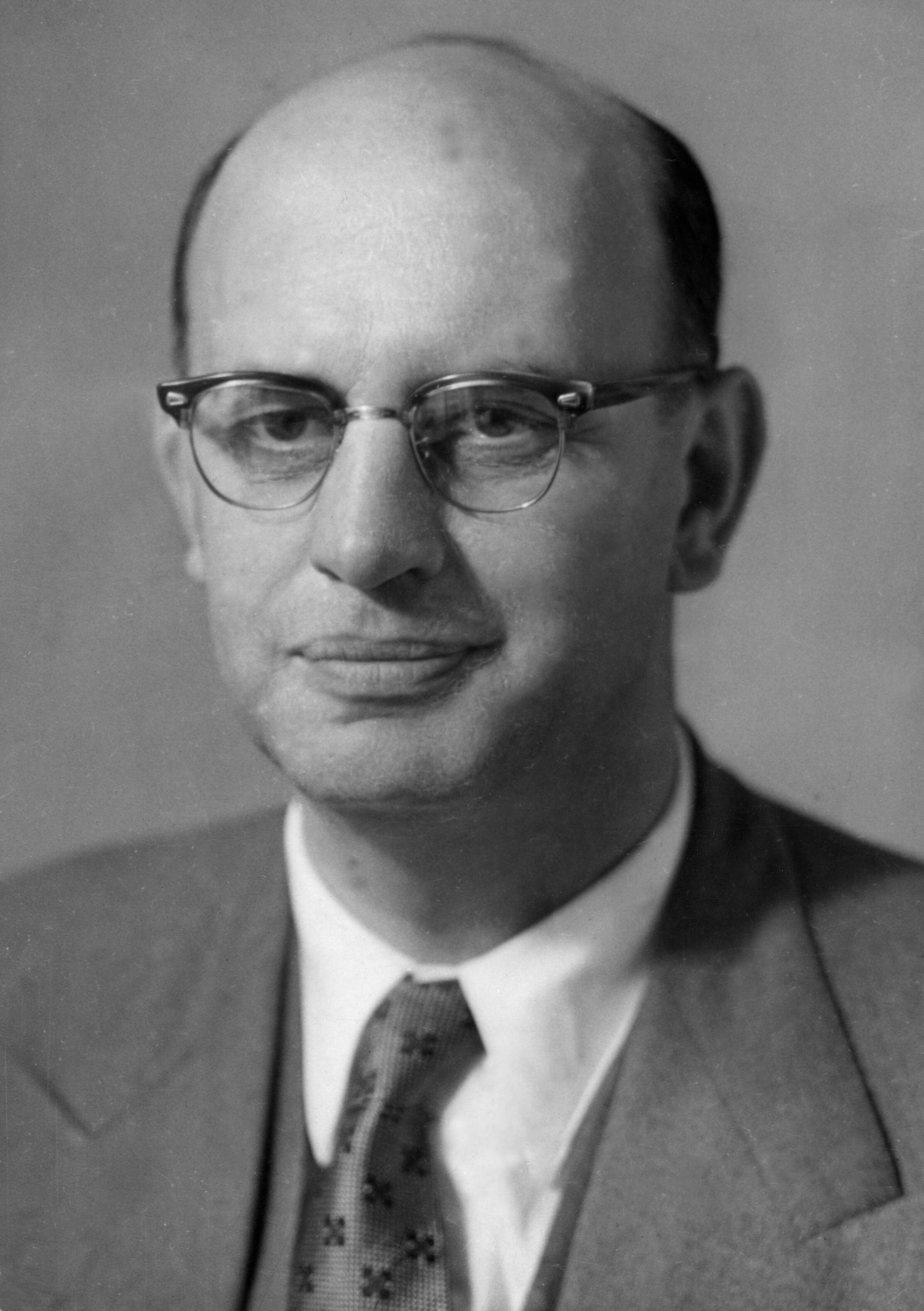
P.W. Botha intentó mantener el apartheid.

Durante los años 1980, el régimen racista del apartheid instaurado en 1948 dio muestras de agotamiento debido a la combinación de oposición interna y sanciones externas. El presidente Botha, consciente de la situación, promovió en 1984 una reforma constitucional que concedía el derecho al voto a las minorías mulata y asiática con el fin de ampliar la base social del régimen. Como resultado, se crearon dos nuevas cámaras legislativas para representar a ambas minorías, que se sumaron a la ya existente para la minoría blanca.
Pero la situación continuó empeorando. Aunque los grupos violentos de oposición no podían vencer al Estado, el coste económico y humano era demasiado alto. Además, el boicot internacional afectaba negativamente a la economía y los acreedores internacionales cada vez eran más exigentes. Adicionalmente, la caída del comunismo en Europa hizo que los afrikáneres y los propios Estados Unidos percibieran de forma distinta al Congreso Nacional Africano (ANC), la principal fuerza de oposición al régimen. Aunque Botha introdujo otras pequeñas reformas para suavizar el sistema de segregación racial, no tuvo intención de cuestionarlo. Sin embargo, ya en 1985 tuvo lugar el primer encuentro entre el encarcelado Nelson Mandela y el ministro de Justicia Kobie Coetsee. Los contactos culminaron el 5 de julio de 1989 con un encuentro igualmente secreto de Mandela con el propio presidente Botha en su residencia oficial, reunión que marcó el inicio de las negociaciones.
En febrero de 1989, Botha sufrió un accidente cerebrovascular y fue obligado a renunciar al liderazgo del Partido Nacional y, más tarde, a la presidencia, siendo reemplazado en ambos cargos por Frederik de Klerk.

### Inicio de la transición
Solo tras el reemplazo de Botha por De Klerk se acentuó el ritmo de reformas. El 2 de febrero de 1990, en su discurso de apertura del parlamento, De Klerk pronunció un discurso que algunos consideran el inicio del proceso de transición. En él dijo lo siguiente:

La prohibición del ANC, el Congreso Panafricano, los partidos comunistas sudafricanos y otras organizaciones queda rescindida. Las personas que estén en la cárcel por ser miembros de estas organizaciones (...) serán liberadas (...) Los tiempos de violencia han acabado. Comienza la era de la reconstrucción y la reconciliación (...) Nuestro país y toda su gente han estado envueltos en conflictos, tensiones y luchas violentas durante décadas. Es hora de que rompamos este círculo de violencia para conseguir llegar hasta la paz y la reconciliación

 El ANC fue legalizado y su líder, Mandela, puesto en libertad tras 27 años de estancia en prisión. Igualmente fueron legalizados el Partido Comunista Sudafricano (PCSA), el Congreso Panafricano (PAC) y el Congreso de Sindicatos Sudafricanos (COSATU). El movimiento de De Klerk sorprendió totalmente al ANC, que la misma víspera creía imposible que el gobierno diera un paso semejante. Mandela hizo público su deseo de cooperar con el proceso reformista abierto por De Klerk, pero el radical CPA decidió seguir apostando por la vía revolucionaria. El estado de emergencia, vigente desde 1986, fue levantado en junio en casi todo el país, y en octubre en Natal. La mayoría de las leyes racistas fueron derogadas entre 1990 y 1991, de forma que se fue suprimiendo todo el entramado legal que regulaba la segregación racial. El 6 de agosto de 1990, el ANC renunció formalmente al uso de la violencia, si bien no disolvió todavía a su brazo armado, La Lanza de la Nación.

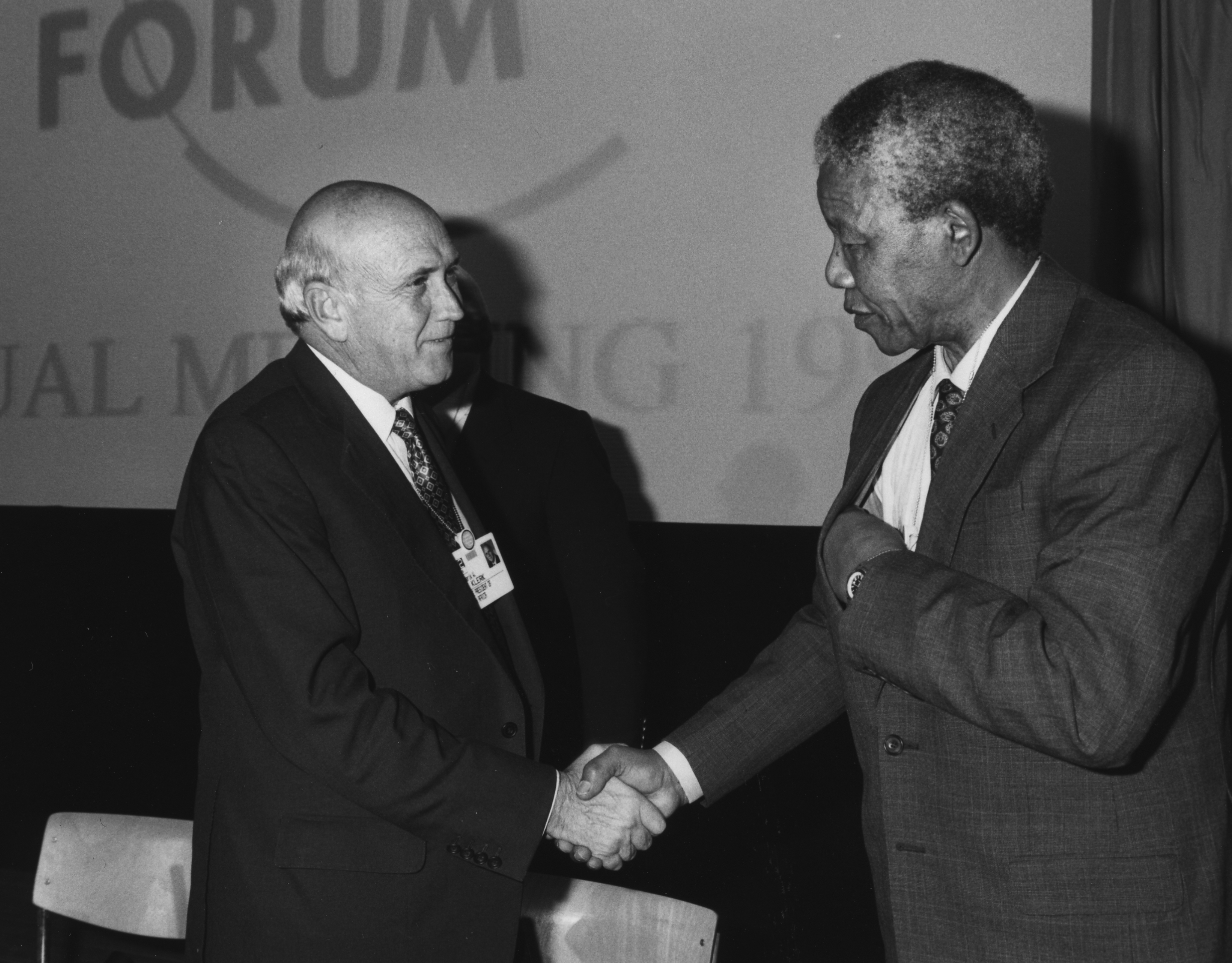
La colaboración entre el presidente De Klerk y el líder del ANC Nelson Mandela fue decisiva para el éxito de la transición.

En diciembre de 1991 se constituyó la Convención para una Sudáfrica Democrática (CODESA), un organismo compuesto por diecinueve personas representantes de los distintos grupos étnicos sudafricanos. En marzo de 1992 se acordó la constitución de un gobierno interino multirracial y el 17 de marzo de 1992 la minoría blanca aprobó en referéndum una reforma constitucional que garantizaba la igualdad de derechos con independencia de la raza. Tras difíciles negociaciones, la Convención aprobó una Constitución Provisional y varias leyes que debían regular el proceso de transición. Las distintas normas fueron aprobadas por el parlamento tricameral racial entre septiembre y diciembre de 1993. La Constitución Provisional establecía 34 principios —entre ellos, los principales derechos fundamentales— a los que debía ajustarse la constitución definitiva. El respeto a dichos principios sería examinado con carácter previo por el Tribunal Constitucional ya creado y presidido por Arthur Chaskalson, uno de los defensores de Mandela en el proceso de Rivonia de 1963-1964. Curiosamente, dos partidos claramente antiliberales como el PN y el ANC, pactaron una constitución marcadamente liberal. El 10 de diciembre, Mandela y De Klerk recibieron en Oslo el Premio Nobel de la Paz, símbolo del respaldo internacional al proceso que lideraban.
Se designó un Consejo Ejecutivo de Transición (CET) para asesorar en todo el proceso de celebración de elecciones legítimas. La Constitución Provisional establecía que se elegiría por sufragio universal un parlamento bicameral que nombraría una autoridad ejecutiva compuesta por un presidente y dos vicepresidentes. Todos los partidos que superaran el 5 % de los votos tendrían derecho a formar parte de un Gobierno de Unidad Nacional que duraría cinco años, tiempo previsto para la realización de las reformas necesarias para establecer un nuevo régimen. El CET determinaría el modo más adecuado de elaborar una nueva constitución definitiva que sustituyera a la provisional.
De esta forma, la transición se realizó manteniendo siempre la legalidad vigente, sin ruptura con el régimen anterior. Este camino continuista fue defendido en todo momento tanto por Mandela como por De Klerk, ambos abogados de profesión y formación. El objetivo fue mantener el imperio de la ley durante todo el delicado proceso. Pese a sus evidentes diferencias políticas, ambos líderes eran conscientes de que era imprescindible el diálogo con el otro. De Klerk estaba convencido de que Mandela sería el próximo presidente de Sudáfrica, y Mandela opinaba que no podía haber un cambio pacífico sin la participación del presidente.
La influencia moderadora de Mandela se hizo notar en una reunión de la ejecutiva del ANC celebrada a principios de 1994 en la que se trató la delicada cuestión del himno nacional. En ausencia del veterano activista, los asistentes acordaron por unanimidad sustituir el tradicional himno de la Sudáfrica del apartheid —«La llamada»— por el popular «Dios bendiga a África», himno extraoficial de la oposición negra. Cuando Mandela se reincorporó a la reunión les hizo notar que esa decisión suponía pisotear los sentimientos de una parte de la población y que impediría el objetivo de lograr la reconciliación. Nadie se opuso y, como resultado, el himno nacional se compone de las dos canciones cantadas sucesivamente: «Dios bendiga a África» y «La llamada».

### Violencia política
La transición distó de ser sencilla y se caracterizó por una fuerte violencia de origen político debida a varios factores. Seis meses antes de las elecciones, John Carlin —por entonces corresponsal en Sudáfrica del diario británico The Independent— calculaba que desde la liberación de Mandela habían muerto más de diez mil personas a consecuencia de la violencia política. Además, el temor al estallido de una guerra civil similar a la que se estaba librando en Bosnia se extendía entre diversos sectores. Paradójicamente, del total de muertes violentas por motivos políticos habidas durante el largo período de gobierno del Partido Nacional, más de la mitad tuvieron lugar en el período 1990-1994, una vez abolido el apartheid.
Uno de los focos de violencia estuvo en los ultraderechistas blancos contrarios al fin del régimen del apartheid, cuyos escuadrones de la muerte actuaban sin control. El ANC decía que existía una «tercera fuerza» ajena al Ejército y la Policía amparando la violencia, pero nunca pudo demostrar su existencia. Quizá el momento de mayor tensión provocado por este sector fue el ocasionado por el asesinato del líder del Partido Comunista de Sudáfrica, Chris Hani. Afortunadamente, la pronta detención de su asesino gracias a la colaboración de un ciudadano afrikáner y el llamamiento a la calma hecho por Mandela evitaron una respuesta violenta.

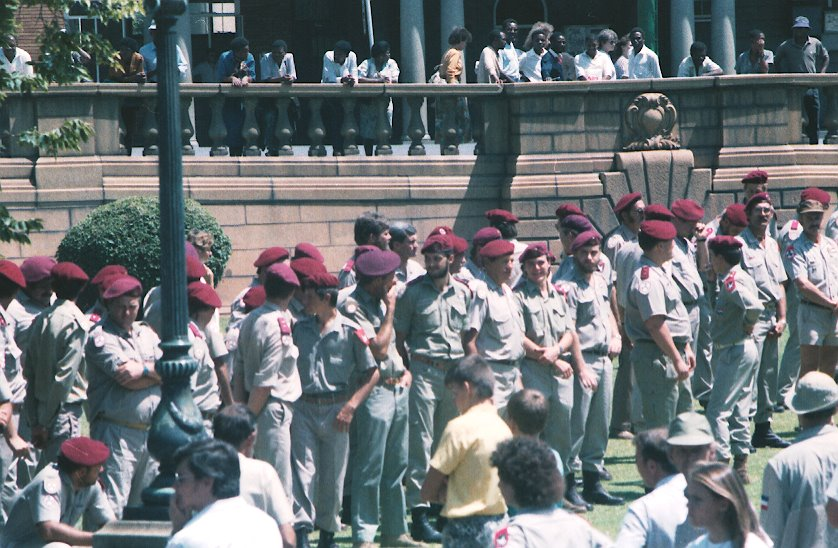
Los violentos milicianos del extremista Movimiento de Resistencia Afrikáner fueron un factor de desestabilización.

Otro de los motivos de la violencia fue la resistencia a perder su poder por parte de algunos de los líderes de los bantustanes creados por el régimen racista. En septiembre de 1992, el ANC convocó una marcha hacia Bhisho, la capital de Ciskei. Las fuerzas armadas del bantustán —teóricamente independiente y gobernado por Oupa Gqozo— abrieron fuego contra la multitud y causaron veintiún víctimas mortales.
Ambos sectores —extrema derecha afrikáner y gobernadores de los bantustanes— confluyeron en la crisis de Bofutatsuana en marzo de 1994, poco antes de la celebración de las elecciones. El puesto de su líder, Lucas Mangope, estaba en peligro. El general Viljoen entró con milicianos del Frente del Pueblo Afrikáner para apoyar su tambaleante régimen, al que veían como un aliado de los supremacistas blancos. A sus paramilitares se unieron indisciplinados milicianos del extremista Movimiento de Resistencia Afrikáner que dispararon indiscriminadamente contra la población. Las fuerzas armadas del bantustán reaccionaron atacando a los invasores y tres milicianos murieron durante la retirada, dos de ellos asesinados por un coronel ante las cámaras de televisión. El Ejército sudafricano tuvo que intervenir para restablecer el orden, y el Gobierno de De Klerk acordó terminar con la «independencia» del bantustán.
Uno de los conflictos más sangrientos fue el enfrentamiento entre el Congreso Nacional Africano y el Partido de la Libertad Inkatha (PLI) en el bantustán de KwaZulu. Mangosutu Buthelezi era su primer ministro y líder de Inkatha, e intentaba mantener su predominio territorial frente al auge del ANC. Aunque el ANC se presentó como víctima, su dirección provincial tuvo responsabilidad en el agravamiento del conflicto por negarse a que Mandela negociara directamente con el líder del PLI —como hizo con otros líderes— lo que podía haber mitigado el enfrentamiento. El momento de mayor tensión se produjo en junio de 1992, cuando miembros del PLI asesinaron a cuarenta y seis personas en Boipatong (Transvaal) y Mandela acusó al gobierno de De Klerk de complicidad en los hechos. Por su lado, también la rama militar del ANC, La Lanza de la Nación, asesinó a cientos de líderes de Inkatha actuando como escuadrones de la muerte. A pesar de las acusaciones del ANC, no hay constancia de que el Gobierno apoyara a Inkatha, aunque no hay duda de que muchos policías y militares estaban dispuestos a favorecerlo en el conflicto. Por el ANC fue el zulú Jacob Zuma el encargado de negociar con Buthelezi, si bien su designación como candidato de su partido al cargo de primer ministro de KwaZulu-Natal enfureció al líder de Inkatha.
En el extremo ideológico opuesto, también el Congreso Panafricano cometió actos de violencia. El peor de todos fue la matanza de un grupo de cristianos que rezaban en una iglesia de El Cabo.
En los townships se mantuvo, antes y después de las elecciones, una violencia tendente a hacer justicia popular de forma sumaria. El ANC había alentado durante años el linchamiento de supuestos colaboracionistas mediante la cruel práctica del collar. Se colocaban alrededor del cuello del sospechoso varios neumáticos impregnados de líquido inflamable y se les prendía fuego. La ineficacia policial y la costumbre de décadas favorecieron la continuidad de esta práctica. El apoyo expreso de estos métodos por parte de su esposa Winnie —representante del sector radical del ANC— comprometió la postura dialogante de Mandela.

## Sistema electoral
El sistema electoral tradicionalmente utilizado en la Sudáfrica del apartheid había sido el mayoritario uninominal a una sola vuelta. Los cálculos indicaron que si el ANC obtenía un 50 % de los votos —como era previsible—, con dicho sistema podría obtener entre un 70 y un 80 % de los escaños del Parlamento. Aunque es posible que el PN e Inkatha hubieran obtenido con este procedimiento una cierta representación, los demás partidos hubieran quedado fuera del parlamento. El propio ANC se dio cuenta de que esto no sería positivo pues, aunque los pequeños partidos tenían escasos apoyos, representaban a importantes sectores sociales que debían participar en la construcción del nuevo régimen. Por tal motivo, se optó por un sistema de representación proporcional por listas aplicando el sistema Droop. Los remanentes se cubrieron mediante una adaptación del método del resto mayor.
Los cuatrocientos escaños de la Asamblea Nacional se dividieron en una lista nacional de doscientos nombres y nueve listas provinciales. Aunque inicialmente se propuso establecer una barrera electoral que excluyera a los partidos que obtuviesen menos del 5 % de los votos, finalmente se optó por no establecer ningún límite a fin de incorporar al mayor número de partidos posible.
El ANC pretendía imponer una única papeleta de voto, lo que hubiera significado la obligación de votar al mismo partido para la Asamblea Nacional y la provincial. Consideraba que eso hubiera favorecido a los partidos de ámbito nacional sobre los regionales. Sin embargo, el pequeño Partido Democrático (PD) —integrado por liberales blancos que se habían opuesto al apartheid desde dentro del sistema— se opuso con firmeza y fue apoyado por varios asesores internacionales. Finalmente se optó por realizar votaciones separadas, y los resultados sugieren que tanto el PD como el Frente de la Libertad (FL) —representante de los afrikáneres más ultraconservadores— resultaron beneficiados por ello en la votación provincial debido a que un número de votantes apoyaron listas diferentes en ambas votaciones.
También se pactó que los parlamentarios no podrían cambiar de partido. Se impuso una férrea disciplina que conllevaba incluso la pérdida del escaño de los representantes que fueran expulsados de su partido. La finalidad fue proteger a los partidos pequeños frente a la previsible superioridad del ANC para evitar que este captase a los parlamentarios de las minorías. Por otra parte, se impuso una corrección en la confección de las listas cerradas de candidatos a fin de asegurar que al menos un tercio de sus componentes fueran mujeres.
El sistema también recibió críticas al considerarse que blindaba el poder de las cúpulas dirigentes de los partidos políticos, que podían así controlar quién formaba parte de las listas y expulsar a los parlamentarios díscolos. Aunque la dirección del ANC —mayoritariamente procedente del exilio y no acostumbrada a actuar con base en respaldos electorales— transigía al aceptar la presencia de los partidos minoritarios, obtenía a cambio el completo control de su amplia organización.

## Las elecciones

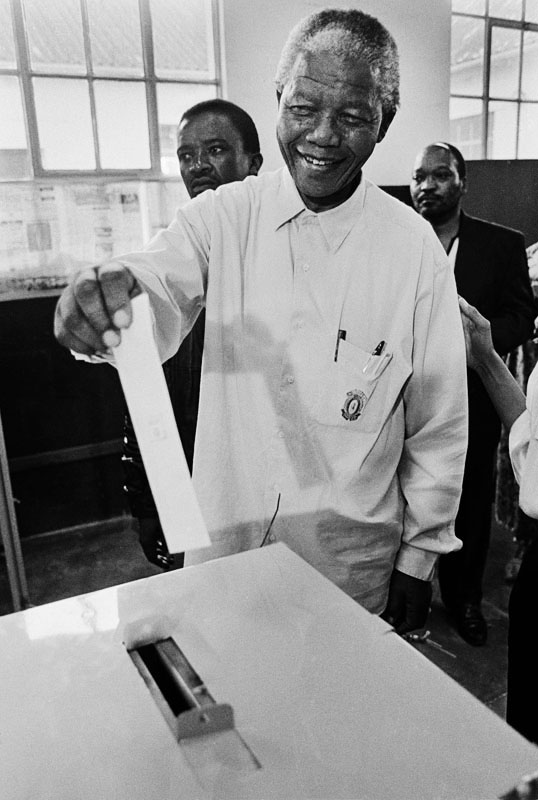
Nelson Mandela, líder del ANC, en el momento de depositar su voto.

Durante los meses anteriores a las elecciones, se hicieron grandes esfuerzos para que todos los sectores participaran en las mismas. El Congreso Panafricano decidió en enero de 1994 poner fin a la lucha armada. Por su parte, la extrema derecha blanca, tradicionalmente representada por el Partido Conservador, se empeñó en no participar en los comicios. Ante esta situación, el ANC estableció contactos con el general Viljoen, antiguo jefe de las Fuerzas de Defensa. Se trató sobre la posibilidad de crear un volkstaat o patria nacional para esta minoría, si bien el hecho de que los blancos no fueran mayoritarios en ninguna región dificultaba cualquier acuerdo. Pese a ello, un sector de los nacionalistas afrikáneres percibió buena voluntad por parte del ANC. Tras el fracaso de la intervención armada en Bofutatsuana, Viljoen se decidió a participar en las elecciones y creó el Frente de la Libertad.
Inkatha fue más difícil de convencer. El partido de base zulú amenazó hasta el último momento con no participar en las elecciones. Finalmente, la presión internacional y el temor a perder su base de poder en KwaZulu-Natal hicieron que Buthelezi cambiara de opinión. Puesto que las papeletas electorales estaban ya impresas, hubo que añadir apresuradamente al final de la lista pegatinas con el nombre del partido.
El talento político de Mandela quedó de manifiesto durante la campaña electoral, en un debate televisado que mantuvo con De Klerk. Durante el mismo, el líder del ANC fue incrementando su hostilidad para con su rival, lo que causaba un efecto negativo en el público hasta el punto de que el todavía presidente consideraba que iba «ganando por puntos». Sin embargo, casi al final del debate, Mandela se levantó, se acercó a De Klerk, le estrechó la mano, le elogió y dijo que era un «auténtico hijo de África», con lo que retomó la iniciativa y cambió su imagen previa. El 27 de abril, segundo día de las elecciones, se izó por primera vez la nueva bandera. Su variado colorido simbolizaba el pluralismo étnico de la «nación arco iris».
Las elecciones fueron supervisadas por dos mil quinientos observadores de Naciones Unidas. Sin dejarse intimidar por el clima de violencia, casi veinte millones de sudafricanos votaron en unos 10 500 colegios electorales; una participación que superó el 86 %. Las condiciones fueron precarias. La mayoría de los electores no había votado nunca, tampoco los encargados de efectuar el recuento tenían experiencia previa, la mitad de los votantes eran analfabetos funcionales y un tercio de los colegios habilitados carecía de electricidad y teléfono. Aunque se formaron largas colas bajo el sol, los votantes permanecieron tranquilos. Los mismos policías y militares que habían defendido el régimen racista colaboraron en el despliegue logístico electoral. El caos organizativo hizo que muchos electores no pudieran votar durante los tres días inicialmente estipulados, lo que motivó la petición de Mandela y Buthelezi de prorrogar la votación. Finalmente, De Klerk decidió ampliar el plazo un día más en varios de los antiguos bantustanes, que eran las zonas con peor organización, a fin de que ningún partido tuviera motivos para alegar que sus simpatizantes no habían podido votar. Hubo acusaciones de fraude que hablaban de robo de urnas y llenado fraudulento de otras. En KwaZulu-Natal y varios lugares más, el resultado oficial acabó siendo fruto de una negociación entre los partidos políticos, una posibilidad que la legislación electoral había previsto. Pese a todo, los votos nulos no llegaron al 1 %, los partidos aceptaron los resultados y la comunidad internacional consideró que las elecciones habían sido libres y limpias.
En octubre de 1994, la Comisión Electoral Independiente hizo público un informe en el que reconocía que se habían cometido irregularidades. La insuficiencia de recursos y la ineficacia administrativa podrían haber favorecido a los partidos mayoritarios en algunas regiones, sin embargo, afirmaba también que no podía decirse que tales fallos hubiesen influido en los resultados globales. El presidente de la Comisión negó que se hubiera firmado acuerdo alguno encaminado a falsear los resultados, si bien reveló ciertos intentos de presión procedentes del Partido Nacional y del Partido Democrático que habían sido rechazados.

## Resultados

### Asamblea Nacional
La nueva Asamblea Nacional tenía poco que ver con el antiguo parlamento constituido con criterios raciales. El 73 % de población negra se reflejaba en un 52 % de parlamentarios de diferentes etnias; el 15 % de población blanca mantenía todavía un 32 % de representantes; el 3 % de población asiática —fundamentalmente procedente del subcontinente indio— obtuvo el 8 % de asambleístas; finalmente, el 9 % de población mulata se reflejó en un 7 % de legisladores. Por otra parte, hubo un 27 % de mujeres en la nueva cámara. Solo ochenta y siete de los cuatrocientos miembros de la cámara procedían del anterior Parlamento tricameral. El sindicalista Cyril Ramaphosa fue elegido presidente de la cámara.

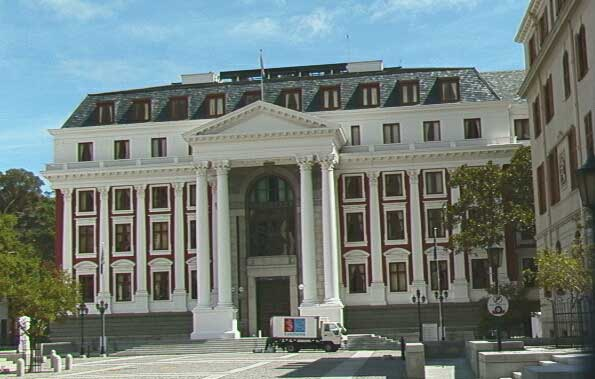
Sede de la Asamblea Nacional en Ciudad del Cabo.

|  | 62.65 % |

|  | 20.39 % |

|  | 10.54 % |

|  | 2.17 % |

|  | 1.73 % |

|  | 1.25 % |

|  | 0.45 % |

|  | 0.18 % |

|  | 0.14 % |

|  | 0.10 % |

|  | 0.09 % |

|  | 0.07 % |

|  | 0.05 % |

|  | 0.05 % |

|  | 0.03 % |

|  | 0.03 % |

|  | 0.03 % |

|  | 0.02 % |

|  | 0.02 % |

|  | 99.02 % |

|  | 0.98 % |

|  | 100.00 % |

|  | 86.87 % |

### Asambleas provinciales

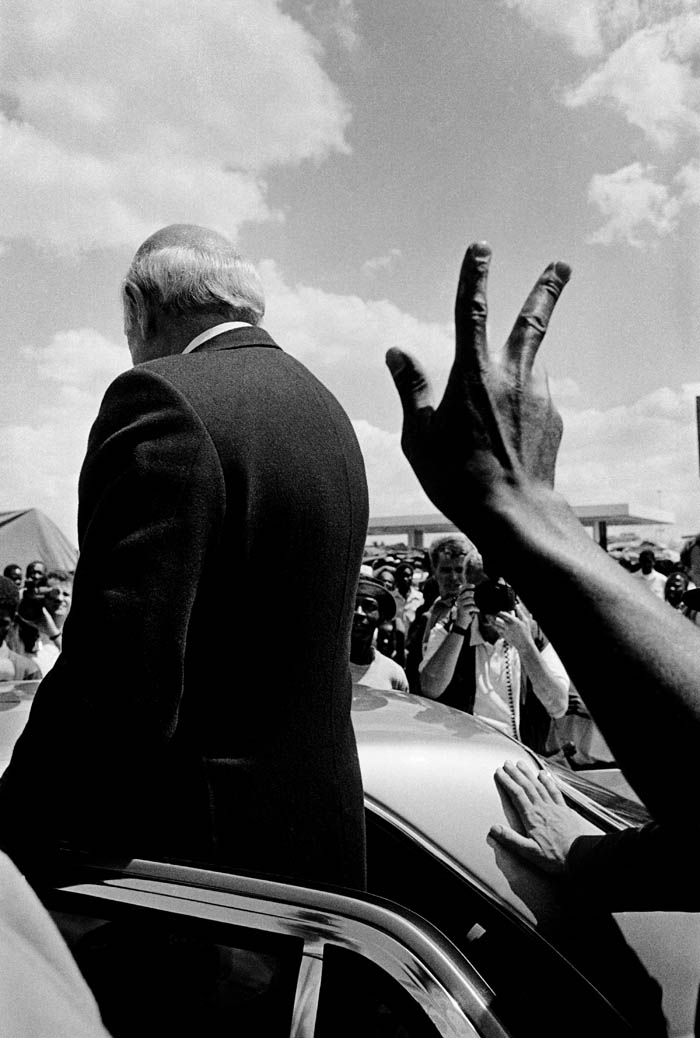
El presidente De Klerk hizo campaña electoral en la barriada negra de Soweto.

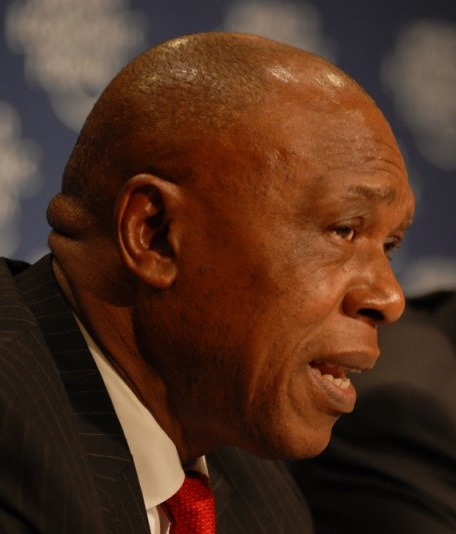
«Tokyo» Sexwale (aquí, en fotografía de 2007) fue elegido primer ministro de la importante provincia de Pretoria-Witwatersrand-Vereeniging.

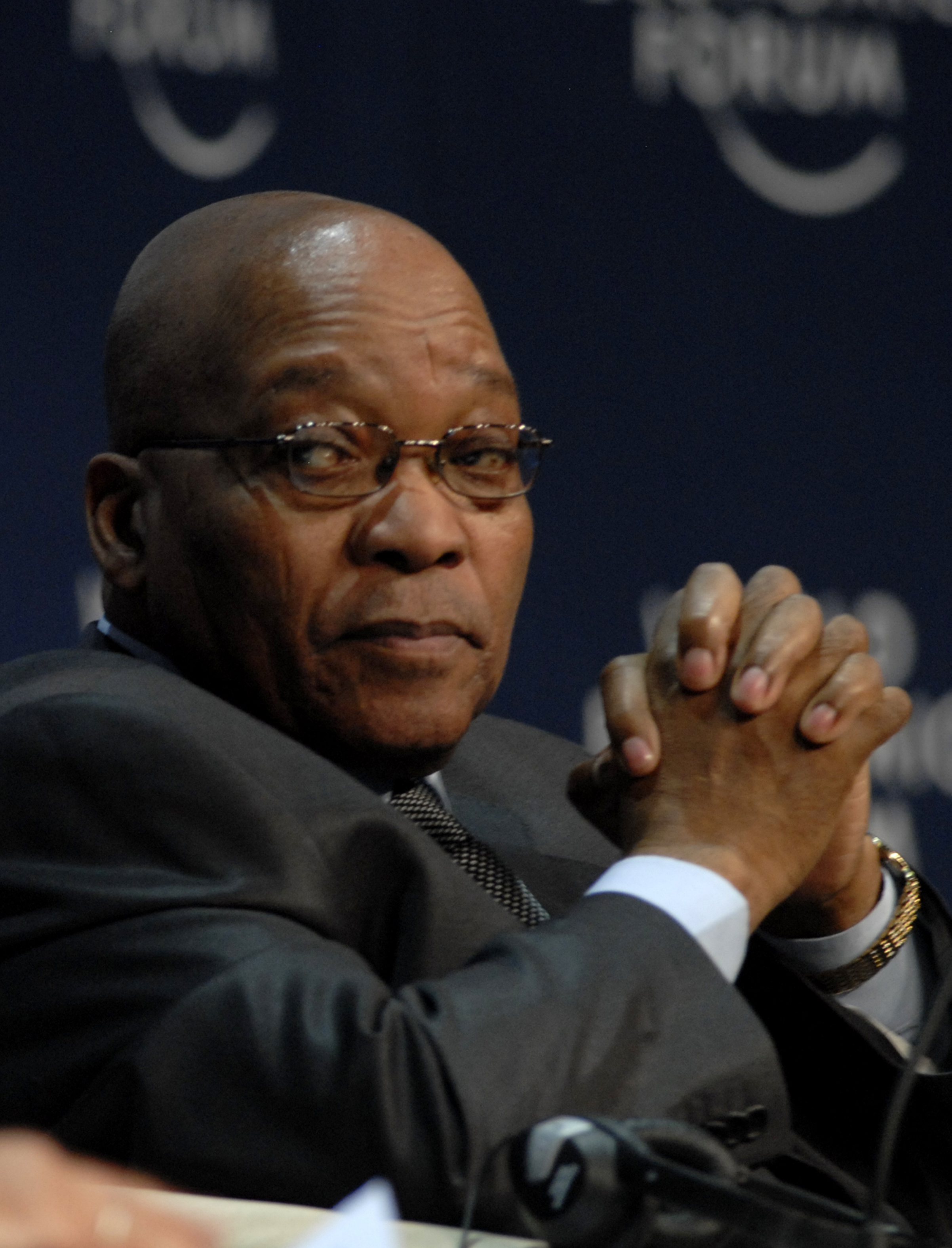
Jacob Zuma (ANC) fue derrotado por Inkatha en KwaZulu-Natal.

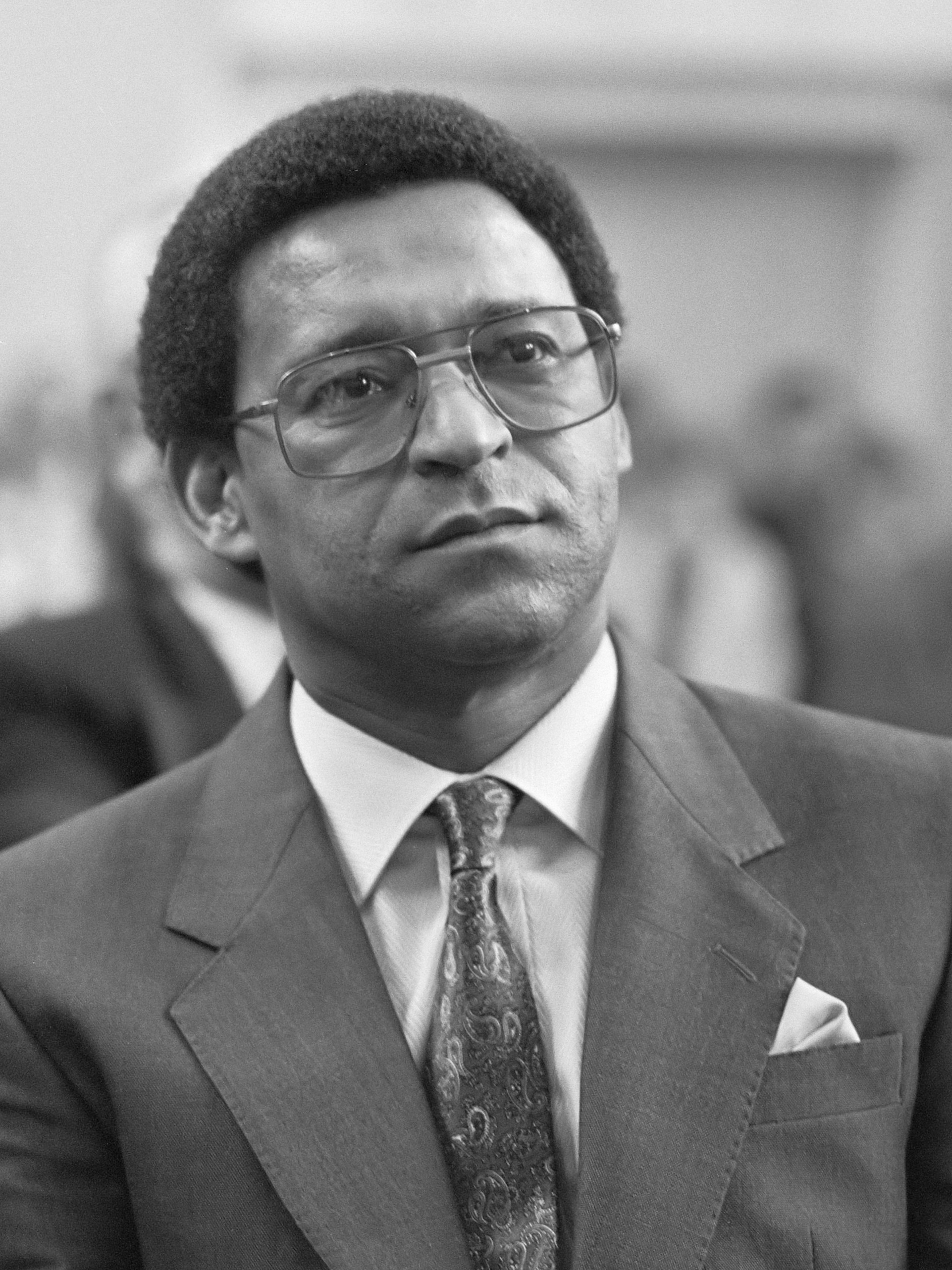
Allan Boesak (ANC) fue derrotado por el PN en El Cabo Occidental.

Durante las negociaciones previas se debatió la adopción de un sistema federal o, incluso, confederal. Finalmente se acordó dotar de una importante autonomía a las provincias. Para modificar su ámbito de competencias se requería una mayoría especial en el parlamento. El ANC aceptó finalmente las demandas de autonomía provincial efectuadas por otros partidos. Como las antiguas provincias de Transvaal y El Cabo fueron consideradas demasiado grandes, se dividió a cada una de ellas en tres más pequeñas.
El ANC se hizo con el control de siete de las nueve asambleas provinciales, incluida la de Pretoria-Witwatersrand-Vereeniging, la mayor de todas. Su nuevo primer ministro, Gabriel «Tokyo» Sexwale —como Mandela, un antiguo inquilino de la prisión de la Isla Robben—, gozaba de gran popularidad y dio muestras de un notable talante negociador. Inkatha se impuso en KwaZulu-Natal y el PN venció en El Cabo Occidental. Aunque Jacob Zuma (ANC) denunció que el triunfo de Inkatha se debía al fraude electoral, finalmente acabó aceptando el resultado oficial y formó parte de un gobierno de coalición encabezado por Frank Mdlalose.
|  | 84.35 % |

|  | 9.83 % |

|  | 2.05 % |

|  | 2.04 % |

|  | 0.81 % |

|  | 0.51 % |

|  | 0.17 % |

|  | 0.17 % |

|  | 0.07 % |

|  | 99.55 % |

|  | 0.45 % |

|  | 100.00 % |

|  | 76.65 % |

|  | 12.59 % |

|  | 6.03 % |

|  | 1.81 % |

|  | 1.26 % |

|  | 0.57 % |

|  | 0.51 % |

|  | 0.45 % |

|  | 0.15 % |

|  | 99.25 % |

|  | 0.75 % |

|  | 100.00 % |

|  | 57.60 % |

|  | 23.88 % |

|  | 6.17 % |

|  | 5.32 % |

|  | 3.66 % |

|  | 1.47 % |

|  | 0.61 % |

|  | 0.39 % |

|  | 0.31 % |

|  | 0.17 % |

|  | 0.13 % |

|  | 0.12 % |

|  | 0.10 % |

|  | 0.08 % |

|  | 99.40 % |

|  | 0.60 % |

|  | 100.00 % |

|  | 50.32 % |

|  | 32.23 % |

|  | 11.21 % |

|  | 2.15 % |

|  | 1.34 % |

|  | 0.73 % |

|  | 0.67 % |

|  | 0.51 % |

|  | 0.49 % |

|  | 0.22 % |

|  | 0.13 % |

|  | 98.94 % |

|  | 1.06 % |

|  | 100.00 % |

|  | 80.69 % |

|  | 9.00 % |

|  | 5.66 % |

|  | 1.63 % |

|  | 1.52 % |

|  | 0.56 % |

|  | 0.48 % |

|  | 0.38 % |

|  | 0.07 % |

|  | 99.06 % |

|  | 0.94 % |

|  | 100.00 % |

|  | 83.33 % |

|  | 8.84 % |

|  | 4.63 % |

|  | 1.73 % |

|  | 0.50 % |

|  | 0.38 % |

|  | 0.35 % |

|  | 0.23 % |

|  | 98.81 % |

|  | 1.19 % |

|  | 100.00 % |

|  | 49.74 % |

|  | 40.48 % |

|  | 5.97 % |

|  | 1.87 % |

|  | 0.93 % |

|  | 0.42 % |

|  | 0.40 % |

|  | 0.18 % |

|  | 98.13 % |

|  | 0.87 % |

|  | 100.00 % |

|  | 91.63 % |

|  | 3.27 % |

|  | 2.15 % |

|  | 1.27 % |

|  | 0.53 % |

|  | 0.38 % |

|  | 0.26 % |

|  | 0.21 % |

|  | 0.19 % |

|  | 0.12 % |

|  | 99.29 % |

|  | 0.71 % |

|  | 100.00 % |

|  | 53.25 % |

|  | 33.01 % |

|  | 6.64 % |

|  | 2.06 % |

|  | 1.20 % |

|  | 1.06 % |

|  | 0.98 % |

|  | 0.78 % |

|  | 0.35 % |

|  | 0.35 % |

|  | 0.12 % |

|  | 0.12 % |

|  | 0.09 % |

|  | 0.04 % |

|  | 99.50 % |

|  | 0.50 % |

|  | 100.00 % |

## Senado
El Senado fue elegido de forma indirecta. Cada una de las nueve asambleas provinciales eligió a diez senadores —un número idéntico para todas pese a las notables diferencias de población existentes entre ellas— de forma proporcional a la representación de cada partido. El ANC consiguió mayoría también en esta cámara. El Congreso Panafricano y el Partido Demócrata Cristiano Africano quedaron excluidos de esta cámara alta.
| Partido | Partido                              | Cabo Oriental | Estado Libre | Gauteng | KwaZulu-Natal | Limpopo | Mpumalanga | Noroeste | Cabo del Norte | Cabo Occidental | Total |
| ------- | ------------------------------------ | ------------- | ------------ | ------- | ------------- | ------- | ---------- | -------- | -------------- | --------------- | ----- |
|         | Congreso Nacional Africano (ANC)     | 9/10          | 8/10         | 6/10    | 3/10          | 8/10    | 8/10       | 5/10     | 10/10          | 3/10            | 60/90 |
|         | Partido Nacional (NP)                | 1/10          | 1/10         | 2/10    | 1/10          | 1/10    | 1/10       | 4/10     | 0/10           | 6/10            | 17/90 |
|         | Partido de la Libertad Inkatha (IFP) | 0/10          | 0/10         | 0/10    | 5/10          | 0/10    | 0/10       | 0/10     | 0/10           | 0/10            | 5/90  |
|         | Frente de la Libertad (VF+)          | 0/10          | 1/10         | 1/10    | 0/10          | 1/10    | 1/10       | 1/10     | 0/10           | 0/10            | 5/90  |
|         | Partido Democrático (DP)             | 0/10          | 0/10         | 0/10    | 1/10          | 1/10    | 0/10       | 0/10     | 0/10           | 1/10            | 3/90  |

Tras la aprobación de la nueva constitución el 4 de febrero de 1997, el Senado se convirtió en el Consejo Nacional de las Provincias (NCOP), una nueva cámara alta. Su composición política siguió siendo la misma, pero los miembros se dividieron en delegados permanentes y especiales.
| Partidos | Partidos                             | Provincia     | Provincia    | Provincia | Provincia     | Provincia | Provincia  | Provincia | Provincia      | Provincia       | Total | Total |
| Partidos | Partidos                             | Cabo Oriental | Estado Libre | Gauteng   | KwaZulu-Natal | Limpopo   | Mpumalanga | Noroeste  | Cabo del Norte | Cabo Occidental | Total | Total |
| -------- | ------------------------------------ | ------------- | ------------ | --------- | ------------- | --------- | ---------- | --------- | -------------- | --------------- | ----- | ----- |
|          | Congreso Nacional Africano (ANC)     | 5/6           | 4/6          | 3/6       | 1/6           | 4/6       | 4/6        | 3/6       | 6/6            | 2/6             | 32/54 | 60/90 |
| 4/4      | Congreso Nacional Africano (ANC)     | 4/4           | 3/4          | 2/4       | 4/4           | 4/4       | 2/4        | 4/4       | 1/4            | 28/36           |       | 60/90 |
|          | Partido Nacional (NP)                | 1/6           | 1/6          | 1/6       | 1/6           | 1/6       | 1/6        | 2/6       | 0/6            | 3/6             | 11/54 | 17/90 |
| 0/4      | Partido Nacional (NP)                | 0/4           | 1/4          | 0/4       | 0/4           | 0/4       | 2/4        | 0/4       | 3/4            | 6/36            |       | 17/90 |
|          | Partido de la Libertad Inkatha (IFP) | 0/6           | 0/6          | 0/6       | 3/6           | 0/6       | 0/6        | 0/6       | 0/6            | 0/6             | 3/54  | 5/90  |
| 0/4      | Partido de la Libertad Inkatha (IFP) | 0/4           | 0/4          | 2/4       | 0/4           | 0/4       | 0/4        | 0/4       | 0/4            | 2/36            |       | 5/90  |
|          | Frente de la Libertad (VF+)          | 0/10          | 1/10         | 1/10      | 0/10          | 1/10      | 1/10       | 1/10      | 0/10           | 0/10            | 5/54  | 5/90  |
|          | Partido Demócrata (DP)               | 0/10          | 0/10         | 0/10      | 1/10          | 1/10      | 0/10       | 0/10      | 0/10           | 1/10            | 3/54  | 3/90  |

## Los partidos más representativos

Bandera del ANC.

### Congreso Nacional Africano
El interracial ANC se presentó a las elecciones integrando en sus listas a su tradicional aliado, el Partido Comunista Sudafricano. Hizo campaña prometiendo la supresión de las desigualdades del apartheid, crear una asistencia médica universal, ofrecer mejores oportunidades laborales, mejorar la educación, realizar un ambicioso plan de edificación de viviendas y mejorar el suministro de electricidad y agua a las zonas rurales y los townships.
El partido justificó su condición de favorito. Su triunfo con el 62,65 % de los votos y 252 asientos en la Asamblea Nacional resultó abrumador. Solo gracias al sistema electoral proporcional no consiguió la mayoría de dos tercios que se había pactado para poder aprobar la nueva constitución, lo que se consideró positivo para la integración de todos los sectores sociales. Obtuvo un amplio apoyo de ciudadanos de todos los grupos étnicos y clases sociales. Además, se impuso en siete de las nueve asambleas provinciales; en Transvaal Septentrional con más del 90 % de los votos.
En general, el ANC obtuvo más apoyos en las ciudades que en el campo, donde era percibido como un partido ateo y violento. Además, se desconfiaba de su candidato a primer ministro de El Cabo Occidental, Allan Boesak, un clérigo cuyo comportamiento adúltero era de público conocimiento. También el temor al desempleo de sectores antaño privilegiados jugó en su contra. Sin embargo, todos estos factores no pudieron evitar su aplastante victoria.

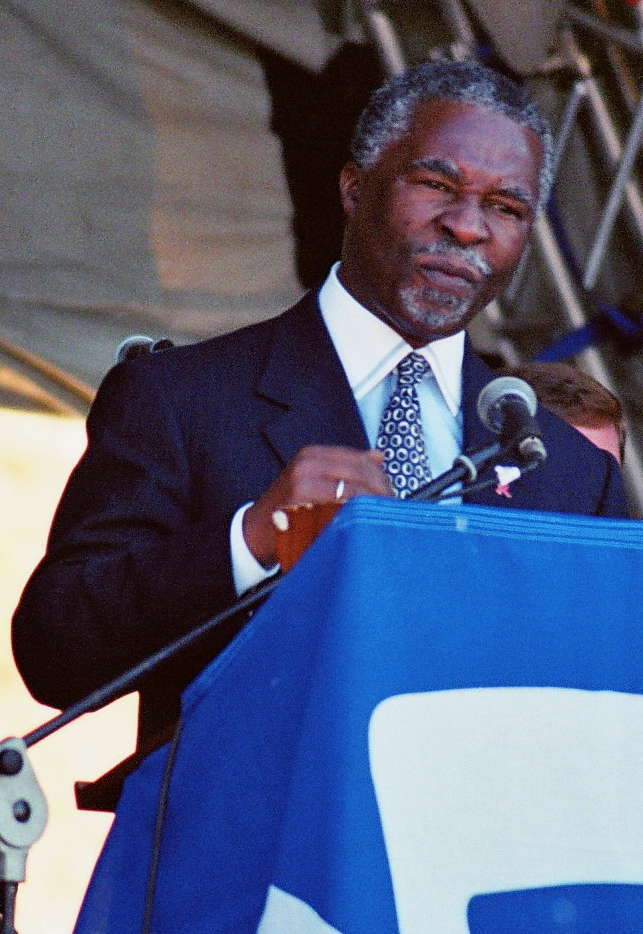
Thabo Mbeki abandonó el SACP.

#### Partido Comunista
El Partido Comunista Sudafricano (SACP) se presentó a las elecciones dentro de las listas del ANC debido a la estrecha alianza que ambas organizaciones mantenían desde hacía tiempo. Había sido uno de los partidos comunistas más fieles a Moscú durante décadas, hasta el punto de que, poco antes de la caída del muro de Berlín había proclamado su deseo de construir una RDA en África. Su líder, Joe Slovo había intentado cambiar la imagen del partido publicando en 1989 un panfleto titulado ¿Ha fracasado el comunismo? y mostrándose después escandalizado al conocer la existencia de campos de trabajos forzados en la Unión Soviética.
La doble militancia estaba plenamente admitida, lo que hacía que importantes dirigentes del ANC lo fueran también del SACP. El mismo Slovo dirigía también el brazo armado del ANC, Umkhonto we Sizwe o La Lanza de la Nación. Cuando abandonó ambos cargos para centrarse en el ANC, fue sustituido en los dos por Chris Hani uno de los líderes más carismáticos y populares del ANC. Otros miembros destacados del partido eran Thabo Mbeki —quien había presidido el séptimo congreso del partido en La Habana en 1989—, Cyril Ramaphosa —uno de los primeros dirigentes del COSATU— y Jacob Zuma —miembro del Comité Central desde 1963 y del Buró Político desde 1989—. El predominio era tan fuerte que Slovo consintió que algunos —como Mbeki y Ramaphosa— abandonaran el partido para centrarse en el ANC.

### Partido Nacional
El PN consiguió un 20,39 % de los votos y 82 escaños. Aunque no alcanzó las expectativas más optimistas del partido —que De Klerk cifraba en un 30 %—, aseguró una de las dos vicepresidencias para De Klerk y su participación en el Gobierno de Unidad Nacional. Además, obtuvo la victoria en la asamblea provincial de El Cabo Occidental. Fue un meritorio resultado para un partido que hasta poco tiempo antes solo admitía a ciudadanos blancos y que había sido el principal creador y mantenedor del apartheid. Su apertura a otras razas tuvo especial éxito entre los mulatos.

### Partido de la Libertad Inkatha
Inkatha es un partido de base étnica compuesto casi exclusivamente por zulúes. Consiguió sus objetivos mínimos al obtener la victoria en la provincia de KwaZulu-Natal y lograr el 10,54 % de los votos y 43 parlamentarios en la Asamblea Nacional. Ello le dio derecho a entrar en el Gobierno de Unión Nacional con tres ministros. El propio Buthelezi desempeñó el cargo de ministro del Interior. Sin embargo, resulta significativo el hecho de que siete de cada ocho votos que recibió procedieran de Kwazulu-Natal y que, aparte de esta provincia, solo consiguiera una pequeña representación en la asamblea de Pretoria-Witwatersrand-Vereeniging.

### Frente de la Libertad
La extrema derecha afrikáner se agrupó en el Frente del Pueblo Afrikáner, una coalición de organizaciones dirigida por Constand Viljoen, antiguo comandante en jefe de las Fuerzas de Defensa. Su petición de creación de un estado propio —un volkstaat— fue rechazada tanto por el ANC como por el PN debido a que la minoría afrikáner no era mayoritaria en ninguna región sudafricana y la creación de tal Estado supondría la perpetuación del apartheid. Aunque el Frente como tal se negó a participar en las elecciones —y eso incluía al tradicional Partido Conservador, que se suicidó políticamente— Viljoen inscribió a última hora un nuevo partido: el Frente de la Libertad.
Esta división perjudicó las posibilidades de la candidatura, que obtuvo finalmente 424 555 votos —un 2,17 % que no le permitía acceder al Gobierno de Unidad Nacional— en la votación para la Asamblea Nacional, cifra inferior a los 680 131 votos que en las elecciones de 1989 a la cámara legislativa de los blancos había obtenido el Partido Conservador. No obstante, el improvisado partido dio muestras de solidez al entrar también en siete de las nueve cámaras provinciales, en cuatro de ellas superando el cinco por ciento de los votos. En esta segunda votación obtuvo más de doscientos mil votos más, lo que, unido al hecho de que el PN obtuviera casi medio millón de votos menos, revela que hubo un cierto número de votantes que depositaron dos papeletas distintas en una y otra elección, probablemente realizando un «voto útil» a favor del partido gubernamental en las elecciones nacionales.

### Partido Demócrata
El Partido Democrático (PD) sufrió un fuerte revés. Compuesto mayoritariamente por blancos, era el representante de la tradición liberal contraria al apartheid y continuador del Partido Progresista Federal como oposición legal en la antigua cámara legislativa de la minoría blanca. Pensó que podría alcanzar el 10 % de los votos con el sufragio universal. Sin embargo, solo consiguió un exiguo 1,73 % que representó siete parlamentarios. De hecho, sus 338 000 votos fueron inferiores a los 431 000 que había obtenido en las elecciones de 1989 solo entre la población blanca. Muchos consideraron que la responsabilidad de la derrota estaba en la campaña electoral excesivamente pasiva hecha por su líder Zach de Beer, quien tuvo que presentar la dimisión y fue sustituido por el más agresivo Tony Leon. A semejanza de lo ocurrido con el FL, el PD obtuvo doscientos mil votos más en las elecciones provinciales, con los que pudo entrar en cinco de las nueve asambleas.

### Congreso Panafricano
El Congreso Panafricano era una organización radical escindida del ANC en 1959 y que, a diferencia de este, solo aceptaba en sus filas a sudafricanos de raza negra. Su desafío al partido de Mandela se saldó con un fracaso, pues solo obtuvo el 1,25 % de los votos y cinco parlamentarios, consiguió tener voz en tres de las nueve asambleas provinciales y quedó fuera del Senado. El partido quedó endeudado por los gastos electorales y sufrió varias escisiones tras las elecciones.

### Otros
La sorpresa la dio el recién creado Partido Demócrata Cristiano Africano, que consiguió dos parlamentarios al recibir el 0,45 % de los votos. También logró tener voz en tres de las asambleas provinciales.
Del resto de los partidos, solo el pequeño Frente de la Minoría —dirigido a la comunidad de origen indio— consiguió un representante en la asamblea provincial de KwaZulu-Natal.

## Consecuencias inmediatas

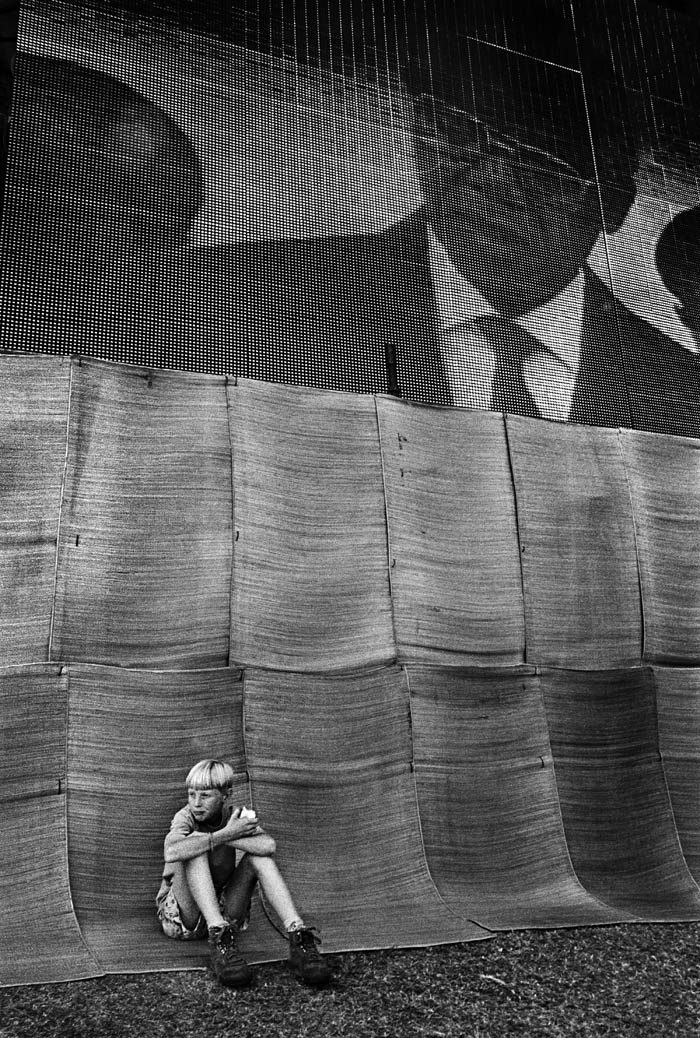
Cartel relativo a la toma de posesión presidencial de Nelson Mandela.

El Parlamento no tardó en elegir a Nelson Mandela como nuevo presidente de la nación. Como vicepresidentes fueron nombrados Frederik de Klerk (PN) y Thabo Mbeki (ANC). Los tres tomaron posesión de sus cargos el 10 de mayo de 1994. Justo antes de que pasaran unos aviones que mostraban los colores de la nueva bandera de Sudáfrica, Mandela dijo: «Que reine la libertad. Dios bendiga a África». Mbeki se iba perfilando ya como futuro sucesor de Mandela. En su discurso, Mandela dijo:

Al margen de la experiencia de un desastre humano extraordinario que duró demasiado tiempo, debe nacer una sociedad de la que toda la humanidad pueda sentirse orgullosa (...) El tiempo para la curación de las heridas ha llegado. El momento de salvar los fosos que nos dividen ha llegado (...) Al final, hemos alcanzado nuestra emancipación política. Nos comprometemos a liberar a nuestro pueblo de la esclavitud continua de la pobreza, la privación, el sufrimiento, el sexismo y otras formas de discriminación (...) Dedicamos este día a todos los héroes y heroínas de este país y el resto de mundo que se sacrificaron de muchas maneras y entregaron sus vidas para que seamos libres. Sus sueños se han hecho realidad. La libertad es su recompensa (...) Debemos actuar juntos como un pueblo unido, para la reconciliación nacional, para la construcción de la nación, para el nacimiento de un nuevo mundo. Que haya justicia para todos. Que haya paz para todos. Que haya trabajo, pan, agua y sal para todos (...) Que nunca, nunca, nunca más esta bella tierra experimente de nuevo la opresión de unos por otros ni sufra la indignidad de ser el apestado del mundo

El nuevo Gobierno de Unidad Nacional contó, tal como se había pactado previamente, con miembros de los tres partidos que habían superado el 5 % de los votos. El ANC, lógicamente, tuvo mayoría y designó dieciocho ministros; el PN contó con seis miembros en el gabinete; en cuanto al PLI, contó con el propio Buthelezi como ministro del Interior y otros dos representantes. Otros miembros destacados del Gobierno eran el líder comunista Joe Slovo, quien se encargó de la cartera de Vivienda; el veterano Alfred Nzo (ANC) en Asuntos Exteriores; Joe Modise (ANC) en Defensa; Derek Keys (PN), quien continuó en su puesto de ministro de Economía; y Roelof Pik Botha (PN) en Energía y Minas. La conflictiva Winnie Mandela fue nombrada viceministra de Artes, Cultura, Ciencia y Tecnología.
Sudáfrica, que había estado aislada durante el régimen del apartheid, comenzó a reintegrarse a la comunidad internacional: el 10 de mayo de 1994 el Consejo de Seguridad de la ONU levantó el embargo de armas que pesaba sobre el país desde 1977; el 23 de mayo se incorporó a la Organización para la Unidad Africana (OUA); el 31 de mayo fue admitida en el Movimiento de Países No Alineados; el 1 de junio se reincorporó a la Commonwealth; el 23 de junio volvió a la Asamblea General de las Naciones Unidas; y el 31 de agosto se unió a la Comunidad de Desarrollo de África Austral. También se amplió el número de naciones con las que mantenía relaciones bilaterales; las delegaciones extranjeras aumentaron desde las treinta y seis que había en 1990 hasta las ciento treinta y tres a finales de 1994.

## Trascendencia

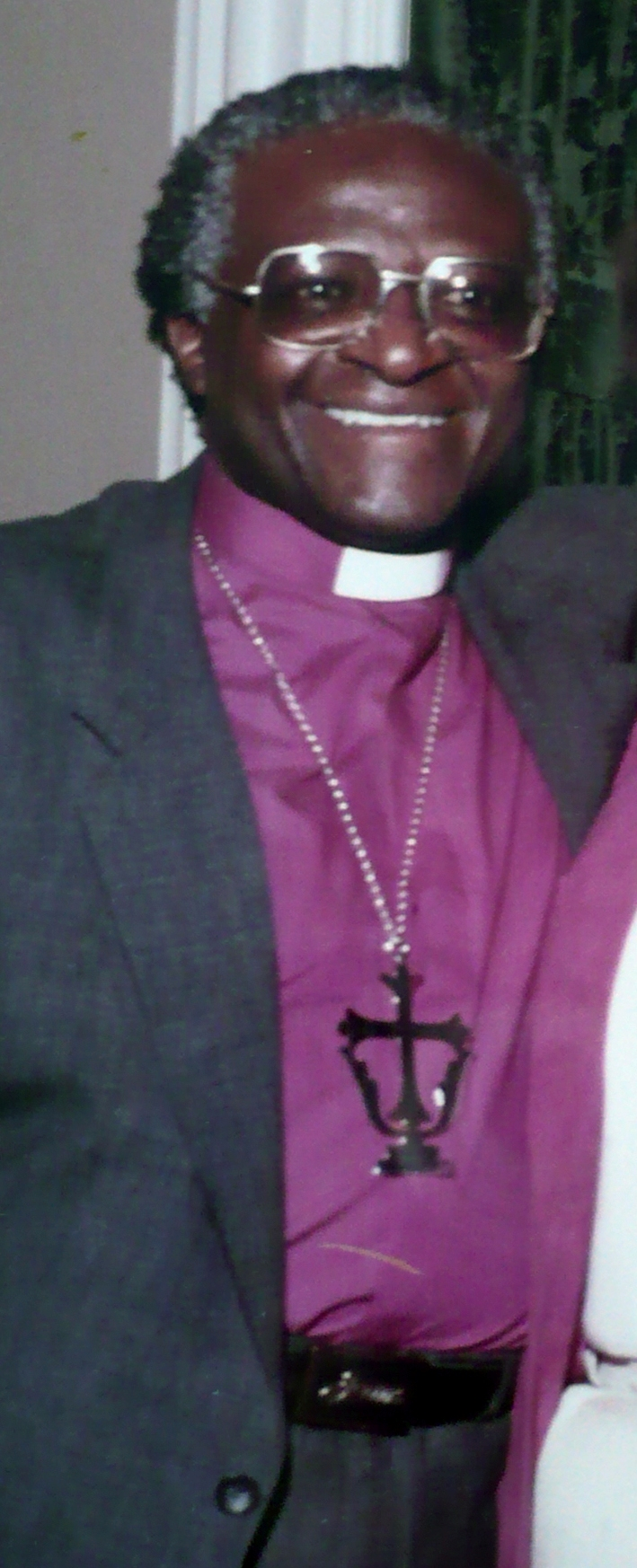
Desmond Tutu fue uno de los miembros de la Comisión para la verdad y la reconciliación

El periodista e historiador sudafricano R.W. Johnson opina que las elecciones de 1994 fueron «uno de los acontecimientos más grandes de la historia de Sudáfrica» y que ninguno de sus participantes podrá olvidar nunca la experiencia. Cree que fueron un «acto de autoemancipación y autoafirmación que resonará en la historia y celebrarán los demócratas en todas partes». Define los hechos de que personas de diferentes etnias hicieran cola juntos y que un presidente negro fuera elegido por aplastante mayoría como «maravillosos». Pero tras la euforia, no habían hecho sino confirmar el acuerdo de las élites mediante un resultado previsto. Nelson Mandela llegó al poder a los 76 años de edad y sin tener ninguna experiencia previa en el desempeño de un cargo electo, algo de lo que él mismo decía no tener «toda la culpa». Había pasado un tercio de su vida en prisión por propia voluntad y su sincero deseo de reconciliación, su sentido del humor y su falta de pretensiones le valieron el afecto nacional e internacional. Pero dentro del gobierno tenía poco poder y era el vicepresidente Mbeki quien dirigía el ejecutivo.
El ANC estaba decidido a impulsar planes de acción afirmativa para que toda institución representara fielmente la realidad demográfica del país. Como no había suficientes negros especializados, muchas empresas optaron por contratar negros extranjeros. Además, el ANC reemplazó a funcionarios cualificados por otros afines, lo que provocó una disminución de la eficacia administrativa. Se ofrecieron condiciones ventajosas a los educadores para que abandonaran sus plazas, lo que privó al sistema de enseñanza de muchos buenos profesionales. Y en Sanidad se primó a los centros de atención primaria sin conseguir elevar su nivel y a costa de empeorar las excelentes instituciones médicas. Además, se reaccionó tarde frente a la epidemia de sida. Aunque el ANC e Inkatha eran socios de gobierno, su guerra civil continuó durante un tiempo aunque a menor intensidad. Y la delincuencia común creció exponencialmente. Como consecuencia de todo ello, muchos blancos e indios cualificados abandonaron el país. Se creó una Comisión para la verdad y la reconciliación encargada de investigar las violaciones de derechos humanos durante la época del apartheid cuya actuación y resultados han sido objeto de valoraciones muy diversas. Y en mayo de 1996 fue aprobada la nueva Constitución.
Con motivo de la muerte de Mandela en 2013, John Carlin —en ese momento muy conocido por el éxito de varios libros suyos sobre Sudáfrica— escribió una serie de artículos en los que analizaba el resultado del cambio que el difunto político había impulsado tras su triunfo en las elecciones de 1994. Carlin consideraba que Sudáfrica había conseguido llegar a tener problemas tan complejos o banales como cualquier otro país similar: la corrupción, el amiguismo, la vivienda, la educación, el suministro de agua y luz, y la delincuencia. Pero también afirmaba que la nación había evitado la guerra civil, que el sentimiento patrio era común a todos, que la democracia era estable, que había prensa libre y un sistema judicial independiente, y que negros y blancos mantenían unas relaciones cotidianas respetuosas y libres de tensión. En casi veinte años se había creado una importante clase media de raza negra y, aunque los blancos seguían manteniendo mayor nivel económico, el de los negros había aumentado en mayor medida. En el funeral de Mandela fue repetidamente abucheado el entonces presidente Zuma, mientras que Frederik de Klerk —el último presidente del régimen del apartheid— fue muy ovacionado. Como símbolo de la unidad, Carlin explicaba cómo el día 16 de diciembre —en el que antaño los blancos celebraban la victoria de 1838 sobre los zulúes en la Batalla del Río Sangriento y los negros conmemoraban la creación en 1961 de la Lanza de la Nación, la organización armada del ANC— se había convertido en el Día de la Reconciliación.
Unos meses más tarde se celebró el vigésimo aniversario de las elecciones en plena campaña para las de 2014. El 27 de abril se celebró el Día de la Libertad y Zuma afirmó que «hemos hecho de Sudáfrica un lugar mucho mejor en el que vivir». Consciente de los retos existentes, añadió que «nos hemos acercado a nuestro preciado sueño de una Sudáfrica unida, no racial, no sexista, democrática y próspera».